# لينا خليفة
لينا خليفة (مواليد 1986) رياضية أردنية حاصلة على الحزام الأسود في التايكوندو، بعد أن حققت عدة ميداليات أثناء مشاركاتها مع المنتخب الأردني، قررت تمديد مسيرتها لتتجاوز الاقتصار على فنون الدفاع عن النفس.
في عام 2010، بعد أن اكتشفت أن إحدى صديقاتها قد تعرضت للضرب على يد والدها وشقيقها، قررت البدء بتقديم دروس مختلطة في فنون الدفاع عن النفس في قبو منزلها، ثم تمكّنت عام 2012 من إنشاء مركزها المتخصص في الدفاع عن النفس واسمته "شي فايتر She Fighter" بهدف تعليم النساء في عمّان الدفاع عن أنفسهن.

## البدايات
بدأت لينا خليفة في التدرّب أكثر ما تسبّب بإصابتها. في سن 22، مزقت الرباط الصليبي الأمامي، وبعد عمليتين جراحيتين لم تتعافى بشكل جيد. أخبرها الأطباء أنها لا تستطيع ممارسة فنون القتال بعد الآن. ووصفت هذه الفترة بأنها "أضعف نقطة في حياتي" 

## الحياة المهنية
عملت لينا أيضًا لمدة أربع سنوات مديرة تسويق في شركة عائلتها في الأردن، المتخصصة بتصنيع مواد تعليمية (السبورات البيضاء واللوحات السوداء واللوحات الإلكترونية وما إلى ذلك) وتسويقها في الخارج. 

## الإنجازات
دُعيت لينا للتحدث في الفعاليات التالية:
قمة أعمال الموضة 2019، المنتدى الاقتصادي العالمي 2019، المرأة في القمة العالمية 2019 ، دراغون فلاي 2019 تايلاند، قمة التنمية الأوروبية 2018، البرلمان الأوروبي 2015 ، عالم يافع واحد 2016 ، قمة كونكورديا (افتراضية) 2020 ، Los Angeles Tribunate ( افتراضي) 2020 وبنك مونتريال (افتراضي) 2020.  اختيرت أيضًا من قبل برنامج She Entrepreneur لتقديم أعمالها إلى العائلة المالكة السويدية. كانت واحدة من "قادة التغيير الاجتماعي" الذين قدمهم باراك أوباما في البيت الأبيض. ظهرت في مؤتمر تيد كجزء من مؤتمرات TEDWomen للحديث عن عملها. 

## التكريم
اعتُرف بها بي بي سي كواحدة من أكثر 100 امرأة مؤثرة في العالم عام 2017. 